# Úrsula Vargues
Úrsula Andrea Vargues (Buenos Aires, 15 de diciembre de 1977) es una conductora de televisión, modelo y periodista argentina. Es conocida especialmente por conducir el programa El Garage y por sus participaciones como panelista en el programa Duro de domar. Fue tapa de la revista Playboy en su edición argentina.

## Biografía

### Comienzos
Nació en la ciudad de Buenos Aires pero creció en el partido bonaerense de Vicente López, donde aun vive ella y su familia. Sus padres son Estela y Mario, su hermano se llama Facundo. Recuerda que de chica por llamarse Úrsula era el blanco de burlas entre sus compañeros del colegio primario y que entonces prefirió hacerse llamar por su segundo nombre: Andrea.[cita requerida]
Comenzó como modelo, pero estudió derecho, periodismo y teatro. Mientras estudiaba derecho trabajaba como promotora para ganarse la vida.

### Carrera
Fue conductora de El Garage, un programa sobre autos, por el que pasaron modelos como María Fernanda Villaverde, Carolina Prat y Gisela Van Lacke. Luego probó suerte como actriz en las comedias Los Pensionados y Tres padres solteros. 
Del año 2006 hasta 2008 trabajó como panelista en el programa televisivo Duro de domar, junto a Diego "Chavo" Fucks, Gustavo Noriega, Fernanda Iglesias y Guillermo Pardini. Ese mismo año fue uno de los nombres más buscados en Internet. 
En 2007 recibió la propuesta para hacerse cargo de Un día en el paraíso, el programa de verano de la radio Rock & Pop Beach en Mar del Plata durante todo enero. Ella nunca había conducido en radio y nunca había estado en Mar del Plata, pero la experiencia le sirvió para que las personas la conocieran como ella quiere, no solo por su cuerpo. Analizó a la MAP (mujer argentina promedio) para realizar un unipersonal.
Interviene en los contenidos de LemonTV, primer programa de tecnología diario en Internet realizado por su hermano Facundo, quien es webmaster, y Lucas Alcalde. El 10 de marzo de 2010 comenzó como coconductora del programa radial Lado B, con la conducción de Diego Scott, en Blue FM, con el propósito de captar público de los 30 a los 40 años. 
El 3 de septiembre de 2011, inició como conductora del programa Stop & Go, junto a José Luis Denari por la pantalla de Fox Sports. En septiembre de 2012, es tapa de la revista Playboy, llevada a cabo por la marca Axe, en presentación de su desodorante Young & Mature, compartiendo con la modelo uruguaya Victoria Saravia. 
El 6 de junio de 2015, comenzó como conductora del programa de interés general de Magazine: "Noche de chicas", con la conducción de Hernán Drago. En 2016 y 2017 fue parte de Nosotros a la mañana.
Desde 2022, conduce "SIC, Periodismo textual", programa de investigación periodística junto a Luciano Galende emitido por la señal estatal Televisión Pública.
Ese mismo año también se sumó cómo editora de género en el portal de noticias Data Diario anunciándolo en su cuenta de Twitter

## Vida personal
Tuvo una relación de tres años con  el cantante Charly Alberti, el ex baterista de Soda Stereo, con quien tuvo planes de casamiento, pero finalmente dieron por terminada la relación en el año 2012. En 2018 Vargues se sumó a la denuncia de la actriz Esmeralda Mitre que fue manoseada, extorsionada y acosada sexualmente por el presidente de la institución judía DAIA Cohen Sabban; Vargues denunció que también vivió una situación de acoso con el presidente de las delegaciones israelitas argentinas.

## Declaraciones polémicas
En ese mismo encuentro, Cohen Sabban le sugeriría, de acuerdo con las declaraciones de Mitre, de mantener un encuentro privado en la casa de la actriz: «Él le dice a todas las personas que estaban en la sala de reuniones que por favor se retiren y me dice que prefiere que sea en mi casa, para que no haya extraños». El encuentro se concretó al día siguiente en el domicilio de Mitre, la actriz denunció acoso extorsión y acoso sexual por parte de Cohen Sabban. Días después Vargues junto a otras mujeres se sumaron a la denuncia 
 E
Vargues se reunió con el presidente de la DAIA para expresar sus disculpas. Por estos tuits fue despedida de su trabajo como panelista en el programa Nosotros a la mañana.